# مكتب شؤون الشرق الأدنى
مكتب شؤون الشرق الأدنى والمعروف أيضا باسم مكتب شؤون شرق آسيا الأدنى وكالة من وزارة الخارجية في حكومة الولايات المتحدة الذي يتعامل مع سياسة الولايات المتحدة الخارجية والعلاقات الدبلوماسية مع دول الشرق الأدنى. يرأس المكتب مساعد وزيرة الخارجية لشؤون الشرق الأدنى الذي يقدم تقاريره إلى وكيل وزارة الخارجية للشؤون السياسية. تشغل آن و. باترسون في هذا المنصب.

## التنظيم
أقسام مكتب شؤون الشرق الأدنى تباشر وتنسق وتشرف على أنشطة الحكومة الأمريكية في المنطقة بما في ذلك الأنشطة السياسية والاقتصادية والقنصلية والدبلوماسية العامة وقضايا التنظيم الإداري.

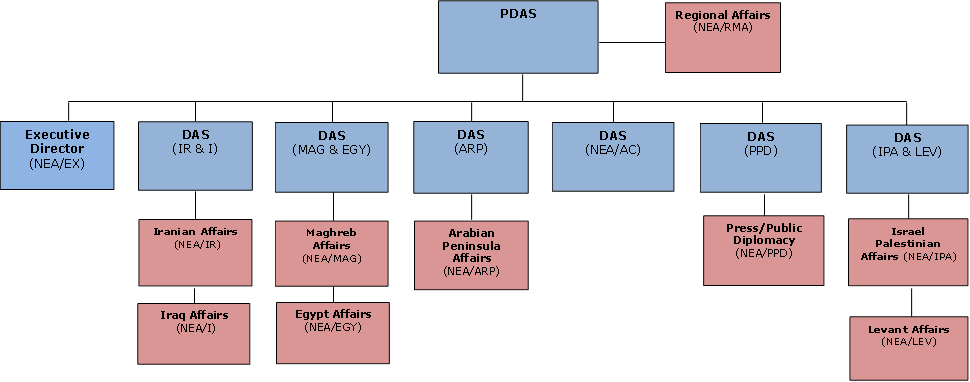
الهيكل التنظيمي لمكتب شؤون الشرق الأدنى.

- مكتب شؤون شبه الجزيرة العربية: المسؤول عن صياغة وتنسيق وتنفيذ السياسة الخارجية في البحرين والكويت وعمان وقطر والمملكة العربية السعودية والإمارات العربية المتحدة واليمن.
- مكتب شؤون مصر وبلاد الشام: المسؤول عن العلاقات بين الولايات المتحدة ومصر والأردن ولبنان وسوريا.
- مكتب شؤون المغرب العربي: المسؤول عن العلاقات بين الولايات المتحدة والجزائر وليبيا والمغرب وتونس.
- مكتب شؤون إسرائيل والفلسطينيين: المسؤول عن القضايا الدبلوماسية المرتبطة بالنزاع الإسرائيلي الفلسطيني.
- مكتب شؤون العراق: يشرف على علاقات العراق والولايات المتحدة.
- مكتب شئون إيران: يطور ويحدث ويوصي وينفذ سياسة الولايات المتحدة على إيران.
- مكتب الشؤون الإقليمية: المسؤول عن القضايا السياسية والاقتصادية الإقليمية بما في ذلك الشؤون السياسية-العسكرية والمنظمات المتعددة الأطراف والعمل والشؤون الاجتماعية ومكافحة المخدرات والبيئة واللاجئين ومكافحة الإرهاب وحقوق الإنسان.
- مكتب الصحافة والدبلوماسية العامة: المسؤول عن تنسيق أنشطة الدبلوماسية العامة في منطقة الشرق الأدنى وإعداد توجيه الصحافة للمتحدث باسم الإدارة في مكتب الشؤون العامة.
- مكتب مبادرة الشراكة الشرق أوسطية: المسؤول عن البرمجة لدعم الإصلاح في جميع أنحاء المنطقة مع التركيز بشكل خاص على تمكين المرأة والشباب والتعليم وتعزيز الاقتصادات وتوسيع المشاركة السياسية.